# ヴァッサーファル (ミサイル)
ヴァッサーファル 遠隔操縦式地対空ロケット:77（Wasserfall Ferngelenkte Flakrakete）は、第二次世界大戦中にドイツのペーネミュンデで開発された地対空誘導ミサイルである。ヴァッサーファルの意味は「滝」。

## 技術上の特徴
基本的にV2ロケットの地対空型として開発され、両者は基礎的なレイアウトと形状を共有している。
このミサイルは攻撃に来た爆撃機が飛来する高度に到達できさえすればよく、また、それらを破壊するにはもっと小さな弾頭で必要充分とされた。そこで、V2よりも非常に小さな、約4分の1のサイズで弾頭が製作されることとなった。また、ヴァッサーファルには、より高い運動能力を与えるために胴体中央部に4枚のフィンが追加された。
V2とは異なり、ヴァッサーファルは最高で1ヶ月間、発射準備完了状態で待機し、命令一下で即発射できるよう設計されているため、V2で使われる揮発性の液体酸素は不適当だった。
V2の"Ofen-B" エンジンでは18基の推進剤の噴射装置が燃焼室の頂部に備えられていたが、同心円状に配置された噴射装置に置き換え、ケロシンと酸化剤として常温での保存が可能な硝酸を推進剤として使用する"Ofen-C" エンジンを搭載するA8の計画が進められたが中止され、その成果がヴァッサーファルに取り入れられた。
新型エンジンの設計にあたり、ヴァルター・ティール博士が開発したVisol（ビニル・イソブチル・エーテル）と、SV-Stoff、または94%の硝酸に6%の四酸化二窒素を混合した赤煙硝酸（RFNA）がベースとなった。Visolは石炭液化の副産物で、液体燃料が逼迫していた当時でも入手が比較的容易だった。
窒素ガスのタンクから燃料タンクが加圧され、加圧供給によりこの自己着火性推進剤は燃焼室へと圧入され、混合・燃焼される。ヴェスビウスというコードネームがつけられたロケット基地から、ヴァッサーファルは発射されることとなっていた。この基地は、発射時の事故で発生する自己着火性の燃料の漏洩に対する耐性を有していた:77。

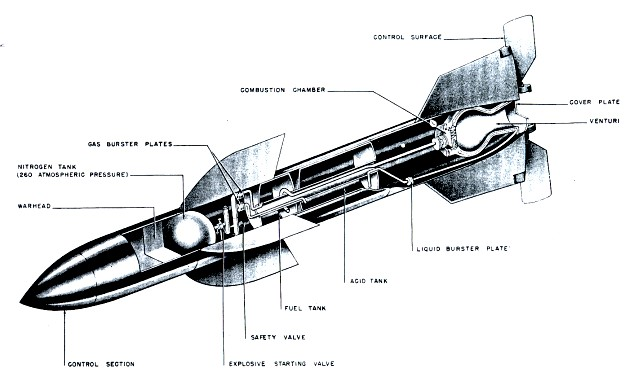
アメリカ空軍が作成したヴァッサーファルの構造図

誘導は、昼間目標に対する使用のため、単純な無線制御のMCLOS方式であることとされた。
しかし、夜間使用においては目標もミサイルも簡単には見えず、相当に困難だった。ラインラントとして知られた新システムはこの任務のためのものだったが、いまだ開発途上だった。
ラインラントはレーダーユニットを目標走査のために使用し、また、ミサイル内部のトランスポンダは飛行中に探知を行い、地上の無線方向探知機で誘導される。簡易なアナログコンピュータは、ミサイル発射後に可能な限り速く走査用のレーダー・ビームの中へと弾体を誘導し、トランスポンダはその探知に用いられる。どちらの位置も、射手は単一のディスプレイでこれら両方を「輝点」として見ることができ、また、ミサイルを日中のように目標まで誘導することが可能になった。
発射フェイズ中の操縦は、液体燃料ロケットなので加速が緩慢で、安定翼が機能する速度に達するまでは不安定な飛行で燃焼室からの排気流の中へ配された4枚の黒鉛製の推力偏向ベーンにより行われ、また、一旦高速の対気速度に達したときには、ロケットの後尾に装着された4枚の尾翼の空力舵面により操舵する。指令は、Hs 293誘導爆弾を操縦するのに用いられた、ケール・シュトラースブルグ（コードネームはブルグンド）ジョイスティック・システムの改良型を使用することでミサイルへ送られる。このシステムは、地中海において連合国の艦船に対し、幾度か重要な成功を収めた。
原型の計画では100kgの弾頭を必要としていたが、誘導の精密さに対する懸念のため、液体爆発物をベースとした306kgの質量を持つ、もっと巨大なものと交換された。この考えでは、敵爆撃機の流れの中に、大きくて効果的な爆風地帯を生み出すこととしていた。配備された各ミサイルは、数機の爆撃機を撃墜し得ると想像された。昼間使用のため、射手は遠隔操作によって弾頭を爆発させ、敵機を撃墜することが想定されていた。
概念的な設計は1941年から開始され、最終的な仕様は1942年11月2日に決定された。最初のモデルは1943年3月に試験された。しかし、1943年8月に実施されたハイドラ作戦によりペーネミュンデが爆撃され、ヴァルター・ティール博士が亡くなったことで、開発計画は大幅に後退した。さらに追い打ちをかけるように、1944年1月8日の発射は失敗した。これは、「フィッツリンク」エンジンがつけられ、亜音速の速度で高度7kmにミサイルを打ち上げるものだった。続く2月の発射は、垂直飛行において770m/s（2,800km/h）の速度に達する成功を見た:69。3月8日には第3の試作ミサイルが最初の発射成功を迎えた:107。この後、3基のヴァッサーファルの試験発射が1944年6月末までに完了した。1945年2月17日、ペーネミュンデが撤退により空になる頃には35基のヴァッサーファルの試験発射が完了していた:107。
スウェーデンで計画されたヴァッサーファルの無線誘導方式を使用したV2であるBäckebo ロケットは、1944年6月13日に墜落した。

## 評価
アルベルト・シュペーアとカール・クラウフによれば、ヴァッサーファルは連合軍の爆撃機編隊を撃破し得た。防御用兵器であり、攻撃用兵器でないことから、ヴァッサーファルはアドルフ・ヒトラーへの訴求を欠いたとも言われる。しかし、同時に他ではより非効率な兵器が、例としてはメッサーシュミット Me163のようなものが、研究されていた。
この計画は初期段階においてほとんど支持を集めなかった。1943年前半に連合軍の戦略爆撃攻勢が既に始まった時から、ヴァッサーファルを運用可能とするために必要だった資源の大部分は攻撃的性格を持つV2ロケット計画へ流れた。
ヴァッサーファルは実戦では活躍しなかったが、地対空ミサイルの基礎となる機能を備えており、戦後は連合国に持ち帰られ、詳細に至るまで調査された。ソビエトに持ち帰られたヴァッサーファルは、スカッドミサイルの開発に影響を与えたとする意見もある。中でも"Ofen-C"と呼ばれた、V2では不採用だった同心円状に素子が配置された推進剤噴射装置は、レッドストーンロケットやRD-107など、後の大半のロケットエンジンに影響を与えた。